# Dieu pardonne... moi pas !
Pour plus de détails, voir Fiche technique et Distribution.
Dieu pardonne... moi pas ! (Dio perdona... io no!) est un western spaghetti hispano-italien réalisé par Giuseppe Colizzi, sorti en 1967. Il s'agit du premier volet de la trilogie Cat Stevens et Hutch Bessy, avec Les Quatre de l'Ave Maria (1968) et La Colline des bottes (1969).

## Synopsis
Au cœur du Far West, Cat Stevens, joueur confirmé de poker, a tué le célèbre brigand Bill San Antonio lors d'un duel. Un jour, une attaque de train se produit et le seul survivant décrit l’agresseur comme étant Bill San Antonio. Une cargaison d’or a également été volée lors de l’attaque. Hutch Bessy, qui travaille pour une compagnie d’assurance, se rapproche de Cat Stevens afin qu'ensemble ils retrouvent Bill et le magot.

## Fiche technique
- Titre : Dieu pardonne... moi pas !
- Autres titres francophones : Trinita ne pardonne pas et Même à l'ombre le soleil leur a tapé sur la tête[1]
- Titre original : Dio perdona... io no!
- Réalisation : Giuseppe Colizzi
- Scénario : Giuseppe Colizzi, Gumersindo Mollo
- Directeur de la photographie : Alfio Contini
- Musique : Ángel Oliver
- Sociétés de production : Pefsa, Cronocinematografica[2]
- Pays d'origine :  Italie,  Espagne
- Genre : Comédie, Western spaghetti
- Durée : 108 minutes
- Dates de sortie : 
  - Italie : 31 octobre 1967
  - France : 30 juin 1972[1]
- Film interdit aux moins de 13 ans lors de sa sortie en salles en France[3], tous publics avec le changement de palier en 1990[4].

## Distribution
- Terence Hill (VF : Jacques Thébault) : Cat Stevens
- Frank Wolff (VF : Jacques Deschamps) : Bill San Antonio
- Bud Spencer (VF : Claude Bertrand) : Hutch Bessy
- Gina Rovere (VF : Françoise Fechter) : Rose
- José Manuel Martín (VF : Henry Djanik) : Bud
- Juan Olaguivel (VF : Gérard Hernandez) : Targo
- Frank Braña : Joueur de poker
- Giancarlo Bastianoni : Joueur de poker
- Roberto Alessandri : Joueur de poker
- Giovanna Lenzi : Mary

## Autour du film
- Dieu pardonne… moi pas ! marque la rencontre entre Terence Hill et Bud Spencer. Mais les deux hommes ne forment pas leur duo dans l'immédiat.
- Le rôle de Cat Stevens devait à l'origine être tenu par Peter Martel. Celui-ci s'étant cassé une jambe (vraisemblablement à la suite d'une dispute conjugale), il fut remplacé au pied levé par Mario Girotti qui joue pour la première fois sous le pseudonyme de Terence Hill.
- Le titre du film devait à l'origine être « Le chien, le chat et le renard », animaux qui correspondent respectivement à Bud Spencer, Terence Hill et Frank Wolff. On note d'ailleurs chez le personnage de Terence Hill de nombreuses références au chat, comme son aquaphobie.
- Tout comme Clint Eastwood et Franco Nero, Terence Hill interprète un pistolero taciturne, mal rasé, aux yeux bleus, qui fume un petit cigarillo toujours planté au coin de sa bouche et qui est fin tireur.
- Le film n'est sorti en France qu'en 1972. En 1977, pour des raisons d'exploitation du succès des Trinita, le film ressort sous le titre Trinita ne pardonne pas. Par ailleurs, Frank Wolff (Bill San Antonio) a mis fin à ses jours sept mois avant la sortie sur les écrans français.
- Deux suites seront faites au film : Les Quatre de l'Ave Maria et La Colline des bottes. Cependant, ces deux suites sont sorties en France avant le premier film (respectivement en 1969 et en 1970).
- Dans Machete Kills de Robert Rodriguez, le personnage joué par Lindsay Lohan fait référence au film en citant la phrase avant de tirer un coup de fusil à pompe.